# Kuwo
Kuwo（クーウォー、中国語: 酷我音乐、Kuwo Music）は、中華人民共和国北京市に本社を置く音楽配信プラットフォームを運営する企業である。テンセント・ミュージック傘下の、中国の3つのフリーミアム音楽配信サービスの内の1つである。

## 歴史
2000年に百度のチーフアーキテクトを務めていた雷鳴が、2005年に設立した。設立後、CEO兼会長を務め、中国有数のインターネット音楽プラットフォームを指導した。設立以来、「ユーザーにパーソナライズされた多様な音楽体験を提供する」という当初の意図を持ち、高品質なコンテンツサービスを作成し続けている。
2017年、テンセントはチャイナ・ミュージック・コーポレーションを買収したことにより、傘下の音楽サービス部門と統合し、独立子会社としてテンセント・ミュージック・エンターテイメント・グループを設立した。これにより、同じ音楽配信サービスであるQQ音楽、KuGou、およびカラオケサービスのWeSingと共に同企業傘下のサービスとなる。
2020年12月30日、VIPメンバーに加入後もユーザーは広告が表示されていたことから、北京市海淀区市場監督局から5万元の罰金を科された。VIPメンバーは広告なしで音楽を再生できるというサービスが含まれていたが、実際は加入後も広告が残っていたという。

## 特徴
権利者との契約に基づきテンセント・ミュージックが所有する他の音楽配信サービスと同様、中国本土以外からは再生できないようになっている。
同じくテンセント・ミュージックが所有する他の音楽配信サービスと同様に、主な有名歌手の楽曲の一部の再生については、有料のVIPメンバーへの加入が必要となっている。
音楽をライブ配信するプラットフォームであるKuwo Liveがあり、同じ音楽配信サービスであるKuGouと同様に、オンラインで音楽パフォーマンスやコンサート、音楽バラエティショーを視聴と同時に対話することに参加することが可能となっている。

### 使用方法
Microsoft WindowsおよびmacOSでは、ウェブブラウザでは一部の機能が制限されており、完全な利用にはアプリのインストールが必要になる。
iOS版およびiPadOS版はApp Storeからのアプリの入手がApple Accountの国または地域名が中国本土に設定されている場合のみに限定されている。また、PC版と同様にモバイル専用ウェブブラウザでは一部の機能が制限されている。
アプリの起動時には「好音音质酷我」（意味は「Kuwoで良い音質を」）の音声が流れる（設定でオン/オフに変更することが可能）。